# ووتله هانسن
ووتله هانسن (استونیایی: Vootele Hansen؛ زادهٔ ۱۹ ژانویهٔ ۱۹۶۲) سیاستمدار و نماینده سابق اهل استونی است. وی از سال ۱۹۹۴ تا ۱۹۹۵ وزیر محیط زیست استونی بوده‌است.